# Selissen
Selissen is een buurtschap ten noorden van Boxtel.
De buurtschap werd voor het eerst vermeld in 1293 en de naam werd toen gespeld als: Zelicel.
De buurtschap is niet ver van het dal van de Dommel gelegen, en de boerderijen werden op relatief hoge delen gebouwd. De huidige boerderijen liggen op dezelfde plaats als hun voorgangers.
In 1741 werd de straatweg van 's-Hertogenbosch naar Eindhoven aangelegd en deze liep vlak langs Selissel. Dit leidde tot de bouw van enige uitspanningen en ook tegenwoordig is er nog een herberg en een wegrestaurant, ondanks het feit dat in 1967 een autosnelweg ten oosten van Selissen is aangelegd.

## Woonwijk
De bebouwde kom van Boxtel is ondertussen tot dicht bij Selissen opgerukt. Tussen 1952 en 1965 werd ten westen van de buurtschap een wijk van Boxtel gebouwd die eveneens de naam Selissen droeg.

### Maria Reginakerk
In de wijk Selissen bevond zich de Maria-Reginakerk. Deze werd in 1959 gebouwd en in 1960 ingewijd en de architect was Jan Strik. De keuze voor de patrones werd geïnspireerd door een beeld van Maria Koningin van de Vrede dat de pastoor in 1942 had gekregen. Het dak was aan stalen spanten opgehangen. De lange smalle toren kreeg de bijnaam "Magere Josje". De kerk is gesloopt, maar de toren is behouden gebleven. 
In 1980 vond nog een belangrijke wijziging aan het interieur plaats, in 1982 kwam er een Mariakapel en in 1983 glas-in-loodramen, die afkomstig waren uit de Caroluskapel in 's-Hertogenbosch. In 1990 werden nog de glas-in-loodramen van de kapel van het Boxtelse klooster Sint-Charles in de kerk geplaatst. Geleidelijk aan liep het kerkbezoek echter terug en de kerk werd in 2003 gesloopt.
In de jaren 90 van de 20e eeuw werden nog meer huizen gebouwd, nu nabij de buurtschap Munsel, zodat de Boxtelse wijk "Munsel-Selissen" ontstond.
Ten noorden van Selissen ligt het landgoed Venrode.
Dorpen: Boxtel · Esch · Lennisheuvel · Liempde

Buurtschappen en gehuchten: Den Berg · Hal · Heult · Hezelaar · Kasteren · Kinderbos · Kleinder-Liempde · Langenberg · Luissel · Nergena · Roond · Schorvert · Selissen · Tongeren · De Vorst · Vrilkhoven

Noord-Brabant: Steden en dorpen      Nederland: Provincies · Gemeenten